# 진 월리스

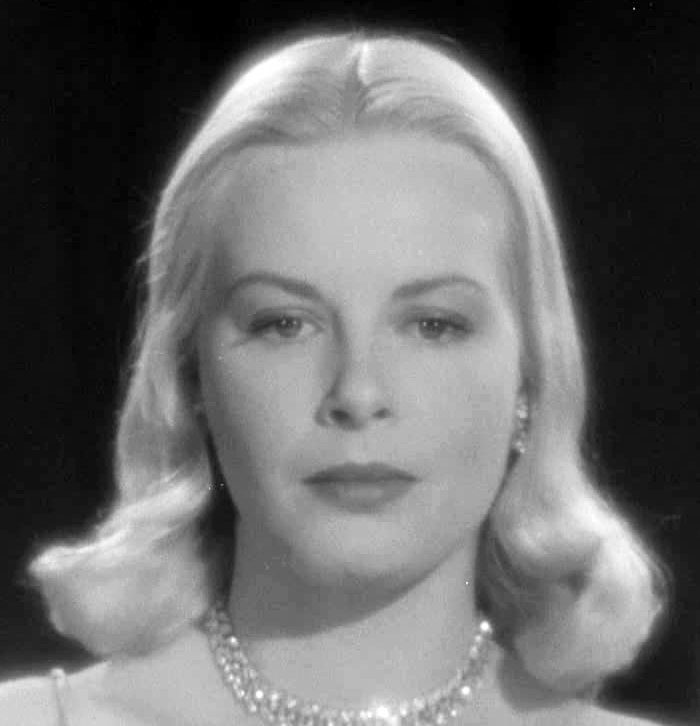

진 월리스(Jean Wallace, 1923년 10월 12일 ~ 1990년 2월 14일)는 미국의 배우, 텔레비전 배우, 영화배우, 모델이다.
시카고에서 태어났으며 로스앤젤레스에서 사망하였다. 할리우드 포에버 공동묘지에 매장되었다.

## 영화
- 란셀롯의 칼 (1963년) - 지네브 역
- 루이지아나 퍼처스 (1941년)
- 미인극장 (1941년)